# Philips Classics Records
La Philips Classics Records è stata un'etichetta discografica olandese, fondata nel 1983 e specializzata nella musica classica.

## Storia
Philips Classics Records viene inaugurata nei primi anni '80 come una nuova etichetta descografica facente parte del gruppo Philips Records.
In essa troviamo registrazioni di artisti di successo del panorama musicale classico come il pianista Alfred Brendel, Sir Neville Marriner con l'orchestra Academy of St Martin-in-the-Fields, Sir John Eliot Gardiner con The English Baroque Soloists, i direttori d'orchestra Sir Colin Davis e Valery Gergiev, il complesso italiano di musica barocca I Musici, il soprano Jessye Norman e la pianista Mitsuko Uchida.
Nel catalogo Philips Classics troviamo anche artisti di genere crossover come il violoncellista Julian Lloyd Webber e André Rieu.
Uno dei progetti più interessanti portati a compimento da Philips Classics è The Complete Mozart Edition, una raccolta in 180 cd che include la registrazione di tutte le opere di Wolfgang Amadeus Mozart conosciute al momento della pubblicazione, avvenuta nel 1991, anno del bicentenario della morte del compositore. Una successiva riedizione dell'opera è avvenuta nel 2000 con la Complete Compact Mozart Edition.
Nel 1999 la Universal Music Group ha accorpato la Philips Classics alla Decca Records facendo confluire le produzioni dell'etichetta Philips Classics all'interno del catalogo Decca Records e spostando la sede del gruppo da Amsterdam a Londra. Tuttavia Decca ha continuato a utilizzare l'etichetta Philips Classics per le riedizioni fino al 2009 in base a un accordo di licenza con la società Philips. Da quel momento in poi le nuove edizioni dei dischi originariamente prodotti da Philips Classics furono pubblicati con il nuovo brand Decca Classics.